# Onitis philemon
Onitis philemon là một loài bọ cánh cứng trong họ Bọ hung (Scarabaeidae).